# Wattpiek
Wattpiek (Wp) (Engels: watt-peak) is een meeteenheid voor het vermogen van fotovoltaïsche cellen (zonnecel of zonnepaneel) om zonne-energie in elektriciteit om te zetten. Eén wattpiek is de productie van een elektrisch vermogen van 1 watt (W) onder standaard omstandigheden (STC, Standard Test Conditions). 

## Definitie
De eenheid is gebaseerd op een bepaalde hoeveelheid zonnestraling die onder standaard omstandigheden op een aantal zonnecellen valt. Deze omstandigheden zijn: 
- de sterkte van de invallende zonnestralen: een hoeveelheid elektro-magnetische straling met een vermogen van 1000 W/m²;
- het zonnespectrum: genormaliseerd voor AM = 1,5. AM is air mass, luchtmassa, een maat voor de relatieve lengte van de lichtweg door de atmosfeer;
- de richting van de invallende zonnestralen: loodrecht op de zonnecellen;
- de temperatuur van de zonnecellen: 25 °C.

## Rendement
Een gemiddelde zonnecel haalt een rendement van ongeveer 10 à 20% van de beschikbare zonnestraling. Gezien de standaardinstraling van 1000 watt per vierkante meter betekent dit dat een zonnepaneel van 1 m² een vermogen heeft van 100 à 200 wattpiek. Om een PV-installatie met een vermogen van 1 kWp (1000 wattpiek) te bouwen, zijn dan 5 à 10 m² van zulke zonnepanelen nodig.
Hoeveel elektrische energie geproduceerd wordt door de zonnecel, hangt af van de lokale omstandigheden op de plaats waar het zonnepaneel staat opgesteld. Een bewolkte hemel geeft minder sterke zonnestralen, de richting van waaruit de zonnestralen invallen varieert in de loop van de dag (tenminste voor een vast opgesteld paneel), het zonnespectrum wijkt af, en door de zon warmt het zonnepaneel op en vermindert de efficiëntie ervan. Daarnaast zijn er vaak nog andere invloeden vanuit de omgeving zoals schaduw van bomen, vervuiling (al is de invloed daarvan vaak minimaal). Ook zijn er in een PV-installatie nog andere onderdelen die een rol spelen: de bekabeling (dikte en lengte vooral), de stekkerverbindingen en de omvormer. 
Als vuistregel geldt dat gemiddeld genomen een in Nederland opgesteld zonnepaneel voor een theoretisch vermogen van één wattpiek een opbrengst kan genereren van ongeveer 0,85 tot 1 kilowattuur elektriciteit per jaar, dit is dus 850 tot 1000 kWh/jaar/kWp (vollasturen per jaar). Een PV-installatie van 4000 Wp genereert per jaar dus (uitgaande van de lagere waarde) 3400 kWh elektriciteit, wat overeenkomt met een gemiddeld elektrisch verbruik (exclusief verwarming) van een 4-persoonsgezin. 

## Geografische invloed

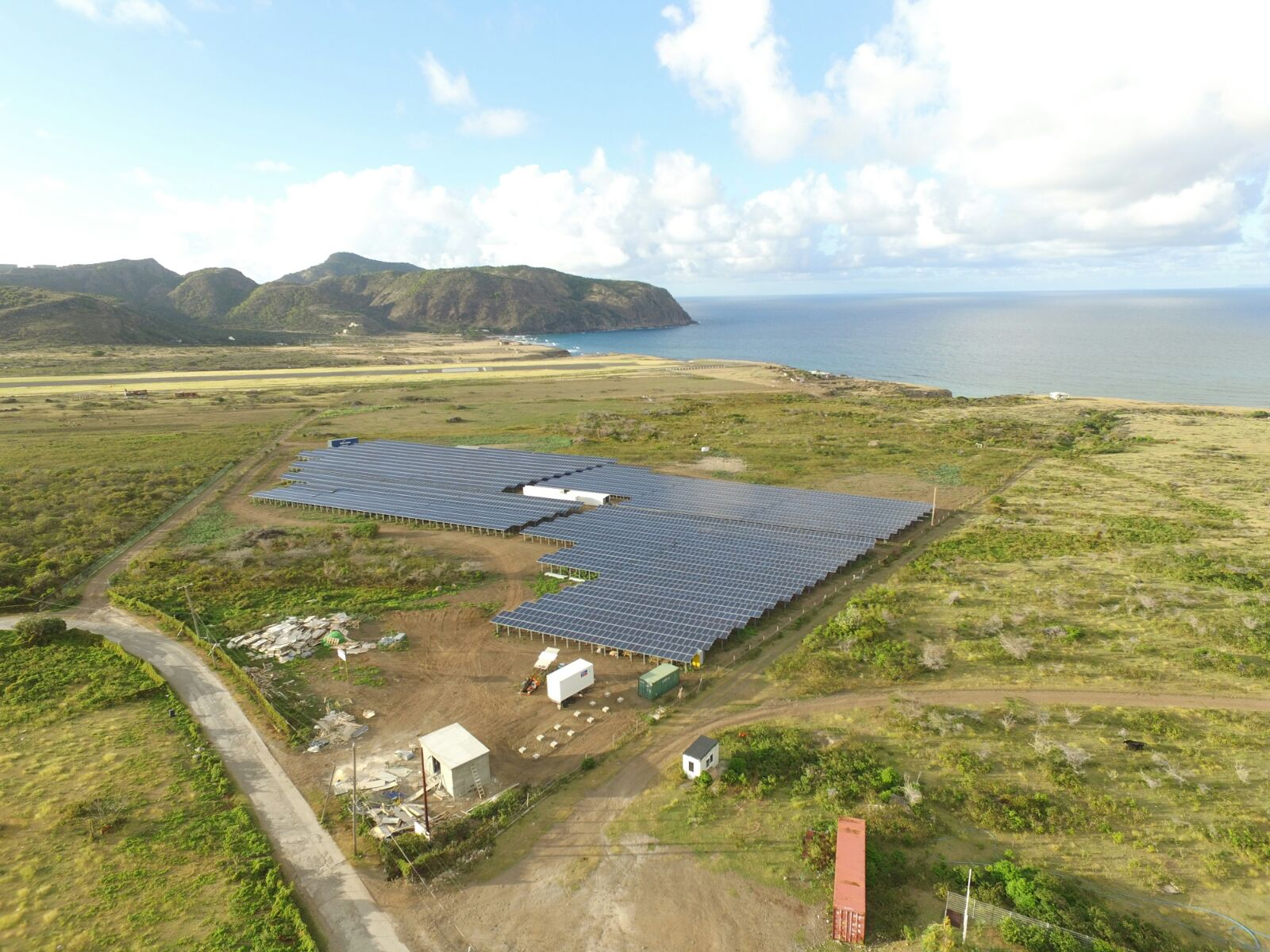
De centrale van Sint Eustatius

Op een zonniger locatie kan dezelfde installatie meer energie produceren, bijvoorbeeld ongeveer 1350 kWh/jaar/kWp in de Sahara, 1250 in Nice, 1410 in Madrid, of 2900 in Australië. De centrale van Sint Eustatius (opgeleverd in maart 2016) met een vermogen van 1.89 MWp genereerde in het eerste jaar 3126 MWh, overeenkomend met 1654 kWh/j/kWp.